# Ctenophthalmus flagellatus
Ctenophthalmus flagellatus är en loppart som beskrevs av Smit 1964. Ctenophthalmus flagellatus ingår i släktet Ctenophthalmus och familjen mullvadsloppor. Inga underarter finns listade i Catalogue of Life.